# George Monbiot
George Monbiot, né le 27 janvier 1963 dans le quartier de Kensington à Londres, est un journaliste britannique, également conférencier, militant écologiste et politique, et éditorialiste du journal The Guardian.

## Carrière
George Joshua Richard Monbiot naît le 27 janvier 1963 dans le quartier de Kensington à Londres.
Après avoir étudié la zoologie au Brasenose Collegede l'université d'Oxford, Monbiot a rejoint l'unité d'histoire naturelle (en) de la BBC en tant que producteur de radio, réalisant des programmes d'histoire naturelle et d'environnement. Il a ensuite été transféré au BBC World Service, où il a travaillé brièvement comme producteur et animateur de programmes d'actualité, avant de partir à la recherche et à l'écriture de son premier livre.
En tant que journaliste d'investigation, il a voyagé en Indonésie, au Brésil et en Afrique de l'Est. Ses activités lui ont valu d'être déclaré persona non grata dans sept pays et d'être condamné à la prison à vie par contumace en Indonésie. Dans ces endroits, il a également essuyé des coups de feu, des passages à tabac par la police militaire, des naufrages et des piqûres de frelons qui l'ont plongé dans un coma empoisonné,. Il est revenu travailler en Grande-Bretagne après avoir été déclaré cliniquement mort à l'hôpital général de Lodwar, dans le nord-ouest du Kenya, après avoir contracté la forme cérébrale du paludisme.
Il a rejoint le mouvement de protestation de manifestations routières britanniques (en) et a souvent été appelé à donner des interviews à la presse ; en conséquence, il a été dénoncé comme une "pute médiatique" par des groupes tels que Green Anarchist et Class War. Il a été attaqué par des agents de sécurité, qui lui auraient enfoncé une pointe métallique dans le pied, fracassant l'os métatarsien moyen. Ses blessures l'ont conduit à l'hôpital. Le directeur du Green College, à Oxford, Crispin Tickell, a offert au jeune manifestant un poste de chargé de cours (Visiting Fellow).
En 2014, Monbiot a écrit un article sur le thème de la solitude, ce qui l'a conduit à collaborer avec le musicien Ewan McLennan. Ensemble, ils ont sorti un album  intitulé Breaking the Spell of Loneliness, en octobre 2016, suivi d'une tournée au Royaume-Uni.
Monbiot a fait la narration de la vidéo How Wolves Change Rivers, qui était basée sur sa conférence TED de 2013 sur la restauration des écosystèmes et du paysage lorsque les loups ont été réintroduits dans le parc Yellowstone.
En 2019, Monbiot a coprésenté Nature Now, une vidéo sur les solutions naturelles pour le climat, avec Greta Thunberg ; il a également été invité à participer à la première conférence annuelle du GPES (Centre for Global Politics, Economy and Society) de l'université d'Oxford Brookes.
En 2022, il est nommé membre honoraire du Wolfson College de l'université d'Oxford et remporte le prix Orwell de journalisme.
En 2024, son livre Invisible Doctrine: The Secret History of Neoliberalism (and how it came to change your life), co-écrit avec le réalisateur américain Peter Hutchison, parait chez Penguin. Le livre est classé n°1 des meilleures ventes du Sunday Times et sélectionné dans la liste Waterstones des meilleurs livres politiques 2024. En janvier 2025, la traduction française du livre paraît sous le titre La Doctrine invisible. L'histoire secrète du néolibéralisme (et comment il en est arrivé à contrôler nos vies) aux Éditions du Faubourg (trad. Mathilde Ramadier).

## Militantisme
Il a pris position en 2011 pour l'énergie nucléaire, arguant que la catastrophe de Fukushima a surtout mis en évidence qu'une centrale vétuste et mal entretenue pouvait encaisser un séisme et un tsunami exceptionnels (le dernier séisme supérieur à 8,5 au Japon aurait eu lieu il y a près de 1 200 ans) avec des dégâts sur l'environnement et l'homme très limités. Il dénonce aussi les mensonges des activistes sur l'effet des faibles niveaux d'irradiation et sur le réel potentiel des énergies renouvelables,. Il compare les méthodes anti-scientifiques des anti-nucléaires à celles utilisés par ceux qui
nient l'existence des changements climatiques.
D'autre part, il œuvre pour la prise en compte et la reconnaissance des dynamiques des écosystèmes et de leurs espèces dans les espaces naturels en Grande Bretagne. Ses prises de position offrent de nombreuses similitudes avec celles de nombreux naturalistes, auteurs et scientifiques français (François Terrasson, auteur de La Peur de la nature, Jean-Claude Génot, Bernard Boisson, Robert Hainard, Francis Hallé, etc). Dans son article intitulé The Naturalists Who Are Terrified Of Nature, il dénonce les faibles ambitions et dérives modernes de la politique de conservation de la nature dans son pays et de l'écoblanchiment : des espaces mis en réserve dans le nord de l'Angleterre sont érigés en exemple pour leur « réensauvagement » en raison de quelques dynamiques naturelles ré-autorisées (rivière sauvage sans coupure artificielle, arbres de pays en bordure). En dehors de celles-ci, l'entretien d'un paysage de bocages, landes et fermes traditionnelles semble y être la seule nature reconnue. Elle est entretenue partout, au détriment de dynamiques spontanées et de nombreux cortèges de faune et de flore qui pourraient s'y installer, amenant une qualité écologique indéniable notamment en forêt, et dont la présence ne demande qu'à être complémentaire avec des paysages créés par l'humain et des activités humaines non impactantes (comme cela est déjà le cas).
Il écrit : 

« But nature is not just a fixed assemblage of species, maintained as if it were a collection in a museum. It is also the ever-changing relationships between them, the successional processes, the shifting communities: all of which, in many of our reserves, are prohibited. »

Il y dénonce également la sélection d'espèces, clairement favorisées au détriment d'autres, notamment chez les oiseaux.

## Publication
- George Monbiot, Peter D. Hutchison, La Doctrine invisible. L'histoire secrète du néolibéralisme (et comment il en est arrivé à contrôler nos vies), trad. Mathilde Ramadier, Paris, Éditions du Faubourg, 2025.